# Céreste-en-Luberon
Céreste-en-Luberon (francouzská výslovnost: [seʁɛst ɑ̃ lyb(ə)ʁɔ̃; -lybeʁɔ̃], doslova Céreste v Luberonu; před rokem 2024: Céreste; okcitánsky: Ceirèsta) je obec v departementu Alpes-de-Haute-Provence v jihovýchodní Francii. Je známá svými bohatými fosilními ložisky v jemných vrstvách vápence „Calcaire de Campagne Calavon“, které se nacházejí v chráněné krajinné oblasti Parc naturel régional du Luberon a přírodní rezervaci Réserve naturelle géologique du Luberon.

## Dějiny
Na místě dnešního převorství Saint-Sauveur vznikla v galsko-římském období osada. Mezi stále stojící památky z římského období patří hrnčířská pec, starověká hrobka a sarkofágy.
Převorství Carluc bylo založeno v jedenáctém století. Další převorství, převorství Saint-Sauveur-Au-Pont, patřilo během 12. a 13. století k opatství svatého Ondřeje ve Villeneuve-lès-Avignon. Léno drželi zpočátku Forcalquierové a později Brancasové.
K začátku 18. století zde bratři Estieuové provozovali hrnčířskou pec.
Během Velké francouzské revoluce měla obec vlastní Vlasteneckou společnost, variaci na jakobínský klub, vytvořenou v tomto případě brzy po roce 1792.

## Geografie
Severní a severozápadní hranici obce tvoří řeka Calavon.

## Počet obyvatel
Zdroj:
| Rok  | Počet obyvatel | Změna    |
| ---- | -------------- | -------- |
| 1968 | 757            | —        |
| 1975 | 832            | + 1,36%  |
| 1982 | 862            | + 0,51 % |
| 1990 | 950            | + 1,22 % |
| 1999 | 1 036          | + 0,97 % |
| 2009 | 1 220          | + 1,65 % |
| 2014 | 1 194          | − 0,43 % |
| 2020 | 1 198          | + 0,06 % |